# Mrocznik
Mrocznik (Chalinolobus) – rodzaj ssaków z podrodziny mroczków (Vespertilioninae) w obrębie rodziny mroczkowatych (Vespertilionidae).

## Rozmieszczenie geograficzne
Rodzaj obejmuje gatunki występujące w Australii, na Nowej Gwinei, Nowej Kaledonii i Nowej Zelandii.

## Morfologia
Długość ciała (bez ogona) 39,6–75 mm, długość ogona 26–50 mm, długość ucha 7,2–17,5 mm, długość tylnej stopy 6,1–9,6 mm, długość przedramienia 31–48 mm; masa ciała 3–18 g.

## Systematyka
Rodzaj zdefiniował w 1867 roku niemiecki zoolog Wilhelm Peters w artykule zatytułowanym Dalsze informacje na temat wiedzy o nietoperzach, zwłaszcza o gatunkach, można znaleźć w Muzeum Historii Naturalnej w Lejdzie i Berlinie opublikowanym w czasopiśmie „Monatsberichte der Königlichen Preussische Akademie des Wissenschaften zu Berlin”. Gatunkiem typowym jest (oryginalne oznaczenie) mrocznik nowozelandzki (Ch. tuberculatus).

### Etymologia
Chalinolobus: χαλινος khalinos ‘kącik ust’; λοβός lobos ‘płatek’.

### Podział systematyczny
Do rodzaju należą następujące gatunki:
| Grafika | Gatunek                     | Autor i rok opisu                                | Nazwa zwyczajowa        | Podgatunki         | Rozmieszczenie geograficzne | Podstawowe wymiary                                         | Status IUCN |
| ------- | --------------------------- | ------------------------------------------------ | ----------------------- | ------------------ | --- | ---------------------------------------------------------- | ----------- |
|         | Chalinolobus orarius        | Parnaby, A.G. King, S. Hamilton & Eldridge, 2024 |                         | gatunek monotypowy | endemit Papui-Nowej Gwinei: Nowa Gwinea (Prowincja Zachodnia i Centralna) | DC: brak danych DO: brak danych DP: 3,6–3,8 cm MC: 6–8,5 g | NE          |
|         | Chalinolobus dwyeri         | Ryan, 1966                                       | mrocznik wielkouchy     | gatunek monotypowy | endemit Australii: południowo-wschodni Queensland i wschodnia Nowa Południowa Walia; zakres wysokości: powyżej 1500 m n.p.m. | DC: 4,3–5,6 cm DO: 3,4–5 cm DP: 3,7–4,5 cm MC: 5,5–12,2 g  | VU          |
|         | Chalinolobus picatus        | (Gould, 1852)                                    | mrocznik łaciaty        | gatunek monotypowy | endemit Australii: południowo-wschodni Queensland, północno-zachodnia Nowa Południowa Walia i wschodnia Australia Południowa; zakres wysokości: 40–400 m n.p.m. | DC: 4–5 cm DO: 2,9–3,9 cm DP: 3,1–3,6 cm MC: 3–8 g         | NT          |
|         | Chalinolobus nigrogriseus   | (Gould, 1852)                                    | mrocznik siwy           | gatunek monotypowy | południowo-wschodnia Nowa Gwinea (wraz z wyspą Fergusson) oraz Australia (północno-wschodnia Australia Zachodnia, Terytorium Północne, Queensland, północno-wschodnia Nowa Południowa Walia oraz niektóre przybrzeżne wyspy; zakres wysokości: 0–300 m n.p.m.                                   | DC: 4–5,8 cm DO: 2,6–4,3 cm DP: 3,2–3,9 cm MC: 4,2–10 g    | LC          |
|         | Chalinolobus gouldii        | (J.E. Gray, 1841)                                | mrocznik duży           | gatunek monotypowy | endemit Australii: kontynent z wyjątkiem półwyspu Jork i niziny Nullarbor, przybrzeżnych wysp, Tasmanii i wysp przybrzeżnych, Tas i wyspy Norfolk; zakres wysokości: 0–1500 m n.p.m. | DC: 4,6–7,5 cm DO: 4–5 cm DP: 3,7–4,8 cm MC: 8–18 g        | LC          |
|         | Chalinolobus neocaledonicus | Revilliod, 1914                                  | mrocznik nowokaledoński | gatunek monotypowy | endemit Nowej Kaledonii: wyspa Nowa Kaledonia; niepotwierdzony na Wyspach Lojalności (wyspa Lifou) | DC: około 5 cm DO: 3,3–4,4 cm DP: 3,5–4 cm MC: 8,3–9,7 g   | EN          |
|         | Chalinolobus morio          | (J.E. Gray, 1841)                                | mrocznik czekoladowy    | gatunek monotypowy | endemit Australii: głównie południowa i wschodnia część (wraz zw Wyspą Kangura, Wielką Wyspą Piaszczystą i Tasmanią), rozproszony w zachodni-środkowej Australii Zachodniej, północnym Terytorium Północnym, północnej Australii Południowej i Queenslandzie; zakres wysokości: 0–1570 m n.p.m. | DC: 4–6,1 cm DO: 3,9–4,9 cm DP: 3,5–4,2 cm MC: 5,5–13 g    | LC          |
|         | Chalinolobus tuberculatus   | (Forster, 1844)                                  | mrocznik nowozelandzki  | gatunek monotypowy | endemit Nowej Zelandii: Wyspa Północna i Południowa, wraz z wyspami Great i Little Barrier, Kapiti oraz Stewart; zakres wysokości: 0–1000 m n.p.m. | DC: 4,2–6,3 cm DO: 3–4,6 cm DP: 3,7–4,6 cm MC: 7,1–12,5 g  | CR          |

Kategorie IUCN:  LC  – gatunek najmniejszej troski,  NT  – gatunek bliski zagrożenia,  VU  – gatunek narażony,  EN  – gatunek zagrożony,  CR  – gatunek krytycznie zagrożony;  NE  – gatunki niepoddane jeszcze ocenie.